# Tiroteo en la torre de la Universidad de Texas
El tiroteo en la torre de la Universidad de Texas fue un asesinato en masa ocurrido el 1 de agosto de 1966 en la Universidad de Texas en Austin. El perpetrador, veterano de la la Marina de 25 años Charles Whitman (quien se atrincheró desde la plataforma de observación), disparó indiscriminadamente contra las personas congregadas a las faldas del edificio principal. El ataque mató a 15 personas e hirió a otras 31 antes de que dos oficiales del Departamento de Policía de Austin lo mataran aproximadamente 96 minutos después de iniciar el ataque.
Antes de llegar a la universidad, Whitman había matado a puñaladas a su madre y esposa, en parte para evitarles a ambas mujeres "la vergüenza" que creía que sus acciones les causarían.
Aunque la autopsia de Whitman reveló un tumor del tamaño de una nuez en la materia blanca sobre su amígdala, el tumor no estaba conectado a ningún nervio sensorial. No obstante, algunos expertos creen que este tumor puede haber contribuido a los impulsos violentos que Whitman había exhibido durante años antes de la masacre.
En ese entonces, el tiroteo de la torre de la Universidad de Texas fue el tiroteo masivo más letal perpetrado por un solo tirador en la historia de Estados Unidos, siendo superado 18 años después por la masacre del McDonald's de San Ysidro en 1984.

## Trasfondo

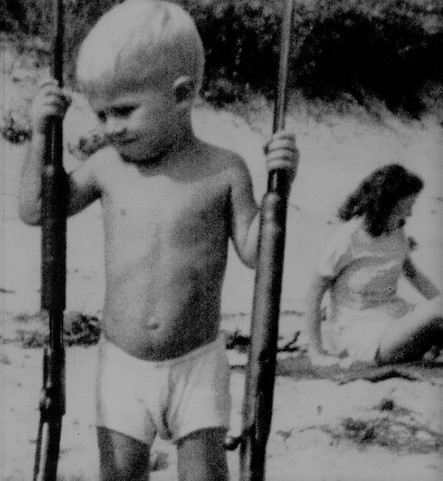
Whitman, fotografiado a los dos años, c. principios de 1944

Charles Joseph Whitman nació el 24 de junio de 1941 en Lake Worth, Florida, el mayor de los tres hijos de Margaret Elizabeth Hodges)y Charles Adolphus Whitman Jr. : 4  El padre de Whitman (n. 1919) había sido abandonado cuando era niño y se crio en un orfanato de niños en Savannah, Georgia, y se describía a sí mismo como un hombre hecho a sí mismo que dirigía un exitoso negocio de plomería, en el que su esposa trabajaba como contadora. : 40 
El matrimonio de los padres de Whitman se vio empañado por la constante violencia doméstica que sufrían. El padre de Whitman era un autoritario reconocido conocido por abusar física y emocionalmente de su esposa e hijos. Voluntariamente proveyó a su familia y luchó por su mejoramiento, pero también les exigió sumisión y casi perfección de todos ellos. Una vecina de los Whitman, Judi Faulch, diría más tarde que no podía recordar la gran cantidad de veces que sus propios padres llamaron a la policía en las décadas de los 40´s y 50´s en respuesta a que el padre de Whitman golpeaba a su esposa, hijos y mascotas de la familia.
Whitman fue descrito como un niño cortés y muy inteligente: un examen a la edad de 6 años reveló que su coeficiente intelectual era de 139. Sus logros académicos fueron alentados por sus padres y cualquier fracaso o actitud letárgica fue respondida con disciplina física y/o emocional por parte de su padre.. : 42  : 6  Con el apoyo de sus padres, Whitman se convirtió en Boy Scout a los 11 años; alcanzó el rango de Eagle Scout tres meses después de su duodécimo cumpleaños, según se informa, la persona más joven en obtener este rango en ese momento. : 40 

### Graduación y servicio militar
En junio de 1959, Whitman terminó sus estudios en el St. Ann's High School, localizado en West Palm Beach, donde se graduó séptimo de una clase de 72 estudiantes. Semanas después, para celebrar su graduación y su próximo cumpleaños número dieciocho, Whitman y varios amigos se emborracharon. Al regresar a casa, su padre se enfureció por el estado de embriaguez de su hijo; lo golpeo severamente antes de arrojarlo a la piscina familiar. : 8 
Tres días después de su cumpleaños, sin el conocimiento de su padre, Whitman se alistó en el Cuerpo de Marines de los Estados Unidos, fue enviado a la Bahía de Guantánamo, Cuba, el 6 de julio. El servicio militar inicial de Whitman fue ejemplar, y obtuvo una insignia de francotirador y la Medalla Expedicionaria del Cuerpo de Marines mientras estuvo en Cuba. Dos años después, en septiembre de 1961, : 19 Whitman se matriculó en la Universidad de Texas en Austin, donde estudió ingeniería mecánica a través de una beca aprobada y financiada por el Programa de Educación en Ciencias para Alistados Navales.
Para sus compañeros de estudios en la Universidad de Texas, Whitman era considerado un estudiante amable y prometedor con una inclinación por las bromas pesadas. Sin embargo, algunos conocidos notaron un aspecto morboso en la personalidad de Whitman. Un conocido de Whitman, Francis Schuck Jr. recordaría más tarde que en una ocasión Whitman se había parado en la ventana de su dormitorio mirando la torre antes de comentar: "Una persona podría parar un ejército desde lo alto antes de que llegaran a él". : 46 

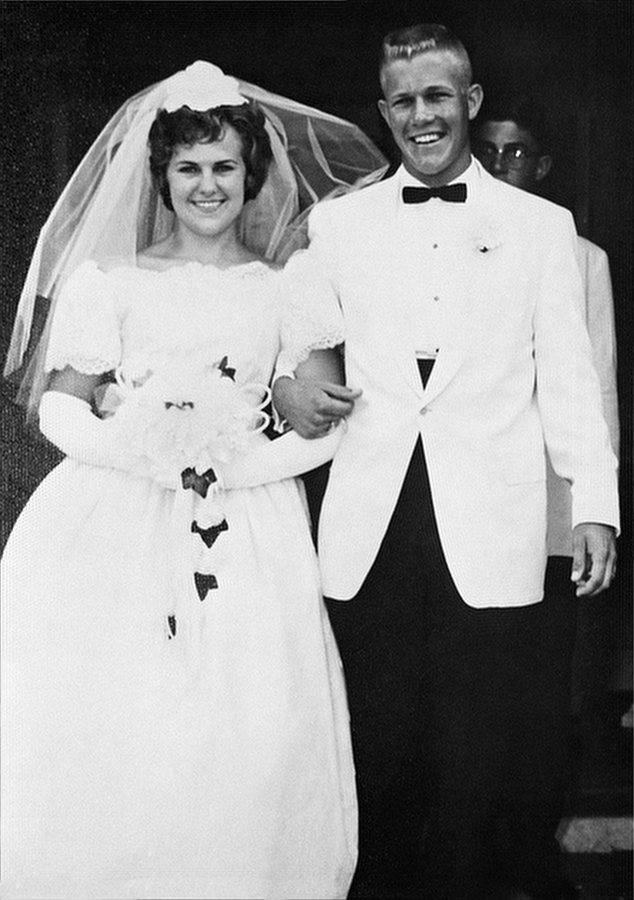
Whitman y Leissner en su boda en 1962

### Matrimonio
El 17 de agosto de 1962, Whitman se casó con Kathleen Frances Leissner, una estudiante de magisterio a la que había conocido en la universidad seis meses antes y con la que se había comprometido el 19 de julio. La pareja eligió el aniversario de bodas de los padres de Whitman para la ocasión; La familia de Whitman viajó desde Lake Worth para asistir a la ceremonia y su hermano menor, Patrick, fue el padrino . La ceremonia se llevó a cabo en la Iglesia Católica de St. Michael en Needville, Texas, antes de que la pareja se fuera de luna de miel a Nueva Orleans. : 12;19 

## Vida universitaria
Aunque Whitman inicialmente había sido un estudiante aplicado, su actitud cada vez más desinteresada hacia los estudios y su bajo rendimiento académico llevaron a la Infantería de Marina a considerar que no merecía seguir con la beca y se le ordenó regresar al servicio activo en febrero de 1963, estando destinado en Camp Lejeune para cumplir el resto de su alistamiento. : 47 
A pesar de una corte marcial en noviembre de 1963 relacionada por el caso de juego y usura, Whitman alcanzó el rango de soldado de primera, mientras estaba en Camp Lejeune. Fue dado de baja con honores de la Infantería de Marina en diciembre de 1964 y regresó a Austin donde, en marzo de 1965, se matriculó en un programa de ingeniería arquitectónica en la Universidad de Texas mientras su esposa trabajaba como profesora de biología en Lanier High School .
En un esfuerzo por obtener su título de ingeniero más rápido, Whitman asumió una carga de trabajo académico completo. Para 1966, también había estudiado y aprobado un examen de licencia estatal de agentes de bienes raíces. Como el salario docente que ganaba la esposa de Whitman era insuficiente para mantener el estilo de vida que la pareja deseaba, ambos obtuvieron trabajos de medio tiempo.

## 1966

### Divorcio de sus padres
A principios de marzo de 1966, la madre de Whitman anunció su decisión de divorciarse de su esposo después de más de 25 años de matrimonio debido a su continuo abuso físico y emocional. : 49 Al recibir esta noticia, Whitman inmediatamente condujo toda la noche hacía Florida para ayudar a su madre a mudarse a Austin. Según se informa, Whitman tenía tanto miedo a que su padre violentara a su madre mientras se preparaba para dejarlo, que llamó a un policía local para que permaneciera fuera de la casa mientras empacaba sus pertenencias. Poco después Margaret Whitman se mudó a Austin, obteniendo un empleo como cajera de una cafetería local. : 32; 49 

### Frustraciones psicológicas
En una ocasión, dos meses después del divorcio de sus padres, Whitman buscó la ayuda profesional de un psiquiatra del campus llamado Dr. Maurice Heatly para hablar sobre las fuentes de presión, frustración y angustia en su vida. Las notas de Heatly sobre esta sesión revelan que Whitman había revelado que había sufrido dolores de cabeza cada vez más frecuentes; su sentido de autodesprecio por el hecho de que había golpeado a su esposa dos veces a lo largo de su matrimonio; su miedo resultante de convertirse en un golpeador frecuente de mujeres en el molde de su padre; y su frustración con respecto a las llamadas telefónicas casi diarias de su padre para suplicarle que persuada a su madre para que regrese a Florida.
Las notas de la Dra. Heatly de está sesión revelan: Whitman transmitía una personalidad un tanto egocéntrica; que se esforzaba constantemente por mejorarse a sí mismo; que había estado "rebosante de hostilidad " durante la sesión de una hora; y que Whitman había revelado sus fantasías en desarrollo de dispararle a personas al azar desde la plataforma de observación de la Torre UT. Esta resultaría ser la única ocasión en la que Whitman buscó ayuda profesional relacionada con las fuentes de frustración y presión en su vida.

## Asesinatos

### Margaret y Kathleen Whitman
A las 6:45 p. m. del 31 de julio de 1966, Whitman se sentó frente a su máquina de escribir y comenzó a redactar la primera de sus dos notas de suicidio en las que describía sus intenciones de asesinar a su esposa y madre antes de cometer su acto de asesinato en masa en la Universidad de Texas. A la mitad de la redacción de la nota, fue interrumpido por dos amigos llamados Larry y Elaine Fuess. Ambos comentaron más tarde que Whitman parecía "particularmente aliviado por algo, ya sabes, como si hubiera resuelto un problema" y que en dos ocasiones durante la noche, Whitman comentó: "Es una pena que [Kathleen] tenga que trabajar todo el día y ellos vengan casa de..." En ambos casos, Whitman no terminó su oración ni dio más detalles. El trío conversó durante unas horas antes de que los Fuess se fueran para que Whitman pudiera llevar a su esposa a casa desde su trabajo de medio tiempo como operadora de central. Se cree que Kathleen Whitman se retiró inmediatamente a la cama. : 51 
Poco después de la media noche (aproximadamente a las 12:30 a. m.), Whitman condujo hasta el apartamento de su madre y la mató a puñaladas antes de colocar su cuerpo sobre su cama y cubrirla con sábanas. Luego escribió la segunda de sus dos notas de suicidio en un bloc de notas amarillo, que dejó junto a su cama. A continuación, regresó a su casa y, aproximadamente a las 3:00 a. m., apuñaló repetidamente a su esposa en el corazón mientras ella dormía en el lecho conyugal antes de terminar de redactar su primera nota de suicidio con una letra en gran parte ilegible. : 53  En ambas notas de suicidio, profesaba su amor tanto por su esposa como por su madre, diciendo que las había matado para evitarles la humillación y, en el caso de su madre, para aliviar su sufrimiento. : 92–94  También describió el "odio intenso" que sentía por su padre debido al abuso físico y emocional que su padre le había infligido a su madre durante su matrimonio, describiendo este odio como "más allá de toda descripción".: 103 

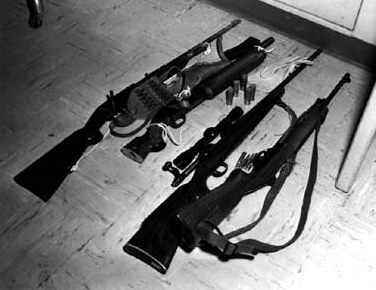
Los rifles y la escopeta recortada utilizados por Whitman en el tiroteo en la torre de la Universidad de Texas

#### Preparativos finales
Más tarde, esa misma mañana, Whitman alquiló una carretilla de mano antes de ir a su banco, donde cobró $250 (equivalentes a $2300 actuales) por valor de cheques sin fondos, uno extraído de su propia cuenta y uno de su madre. A las 9:00 a. m. condujo hasta una ferretería, donde compró una carabina Universal M1 calibre .30, dos cargadores de municiones adicionales y ocho cajas de municiones, y le dijo al cajero que planeaba viajar a Florida para cazar cerdos salvajes . : 32  Treinta y seis minutos después, compró cuatro cargadores de carabina más, seis cajas adicionales de municiones y una lata de solvente para limpiar armas en el Chuck's Gun Shop, antes de comprar una escopeta semiautomática de calibre 12 en un Sears cercano. Whitman luego regresó a casa, donde cortó la Culata y el cañón de la escopeta en su garaje. Todas estas compras se colocaron luego en el baúl de Whitman, que había conservado de su servicio en la Infantería de Marina.
Whitman también guardo en su baúl un rifle de caza de cerrojo Remington 700 de 6 mm, un rifle de cerrojo calibre .35, una pistola Luger de 9 mm, una pistola Galesi-Brescia calibre .25, un revólver Smith&Wesson M19 .357 Magnum, la escopeta, a la que había aserrado el cañón y la culata, así como más de 700 cartuchos de munición. También empacó latas variadas de alimentos además de café, vitaminas, Dexedrine, Excedrin, tapones para los oídos, tres galones y medio de agua, fósforos, líquido para encendedores, cuerda, binoculares, un machete, tres cuchillos, un pequeño radio de transistores, Channel Master, papel higiénico, una navaja de afeitar y una botella de desodorante. : 31 
Poco antes de conducir a la Universidad de Texas, se vistió con un overol caqui de nailon azul sobre su camisa y jeans, esto para disfrazarse de conserje, reparador o repartidor y así desviar cualquier sospecha a su llegada a la Universidad de Texas.

### Universidad de Texas
Aproximadamente a las 11:25 a. m., : 31  Whitman llegó a la Universidad de Texas en Austin, donde mostró una identificación falsa de asistente de investigación a un guardia para obtener un permiso de estacionamiento de 40 minutos con la explicación de que estaba entregando equipo de enseñanza a un profesor. : 31  Whitman luego llevó su equipo hacia el edificio principal de la universidad. Se cree que entró en la Torre entre las 11:30 y las 11:35 a. m. y pudo haber programado su entrada a la torre para que coincidiera con el cambio de clase de los estudiantes a las 11:45 a fin de maximizar la cantidad de objetivos disponibles caminando por el campus.

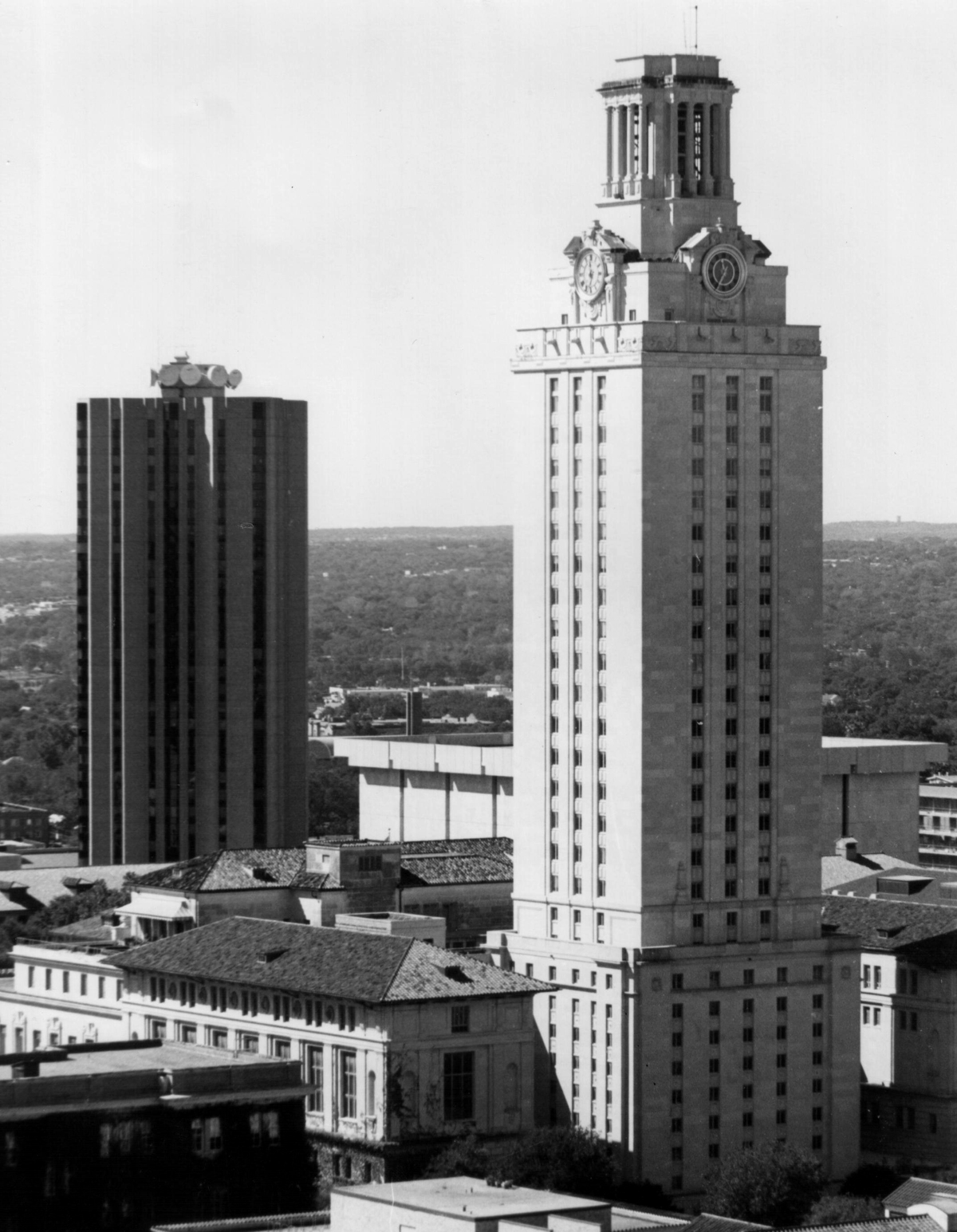
Edificio principal de la Universidad de Texas

Al entrar al edificio principal, Whitman descubrió que el ascensor no funcionaba. Una empleada llamada Vera Palmer, creyendo que Whitman era un reparador, le informó que el ascensor había sido "apagado" antes de alcanzar un interruptor para activarlo por él; : 126  Whitman sonrió mientras agradecía a Palmer, diciendo: "Gracias, señora", : 31  antes de decir repetidamente: "No sabes lo feliz que me hace eso... lo feliz que me hace". : 32  Salió del ascensor en el piso 27, luego arrastró la carretilla y el equipo por un último tramo de escaleras hasta un pasillo, luego por un pasillo hacia la plataforma de observación.: 126 

#### Homicidios de la torre UT
Dentro del área de recepción, Whitman se encontró con la recepcionista Edna Townsley, de 51 años; Golpeó a Townsley hasta dejarla inconsciente con la culata de su rifle, partiéndole el cráneo, antes de arrastrar su cuerpo detrás de un sofá. Mientras Whitman escondía el cuerpo de Townsley, fue sorprendido por una joven pareja de tejanos llamada Donald Walden y Cheryl Botts, quienes entraron a la habitación desde la plataforma de observación mientras él se inclinaba sobre el sofá. Botts declaró más tarde que ella y Walden creían que Whitman, con un arma de fuego en cada mano, estaba a punto de disparar a las palomas; ella sonrió y saludó a Whitman, quien le devolvió la sonrisa y dijo: "Hola, ¿cómo estás?". Ambos observaron una mancha oscura en la alfombra cerca de donde se había sentado Townsley, que Botts supuso que era barniz.
Momentos después de que Walden y Botts salieran del piso 28, Whitman construyó una barricada improvisada en la entrada del piso usando el escritorio de Townsley, dos sillas y una papelera. Cuando estaba a punto de entrar en la plataforma de observación, fue sorprendido por una familia de turistas Texarkanos de vacaciones que intentaba sortear la barricada. Mientras Mark Gabour, de 16 años, intentaba abrir la entrada de la escalera, Whitman se dio la vuelta y disparó a la familia con su escopeta, matando a Mark y a su tía de 56 años, Marguerite Lamport.
Michael Gabour Sr. (48) y William Lamport (quien había estado siguiendo a sus familiares al área de recepción) resultaron ilesos; ambos corrieron en busca de ayuda. Gabour recordaría más tarde que se encontró con Vera Palmer saliendo de un ascensor en el piso 27 para relevar el puesto de recepcionista de Edna Townsley; él advirtió frenéticamente a la joven sobre la conmoción homicida en curso. Palmer volvió inmediatamente a la planta baja.
Después de montar la barricada improvisada, Whitman disparó a quemarropa a Townsley antes empujando su baúl hasta la plataforma de observación de seis pies de ancho, donde colocó la plataforma rodante contra la única puerta de entrada (cerca de las 11:46 a. m.) poniéndose una diadema blanca y sacando sus armas del baúl, las cuáles fue poniendo a los cuatro lados de la plataforma.

## Disparos desde la plataforma de observación
A las s 11:48 a. m. Whitman comenzó a disparar desde la plataforma de observación a 70 metros (231 píes) por encima del suelo. Sus objetivos eran personas aleatorias entre 17 a 64 años en el campus y sus alrededores, aunque la mayoría eran estudiantes jóvenes, incluida una mujer de 18 años que estaba embarazada de ocho meses y cuyo hijo por nacer recibió un disparo mortal. Varios de los muertos o heridos recibieron disparos en o cerca de una sección de la calle Guadalupe conocida como "The Drag", que alberga cafeterías, librerías y otros lugares populares entre los estudiantes y está ubicada al oeste del Edificio Principal. Muchos otros recibieron disparos desde los otros tres lados de la plataforma de observación. En los primeros 15 minutos después de que Whitman disparara por primera vez desde la torre, le disparó a la mayoría de sus víctimas.

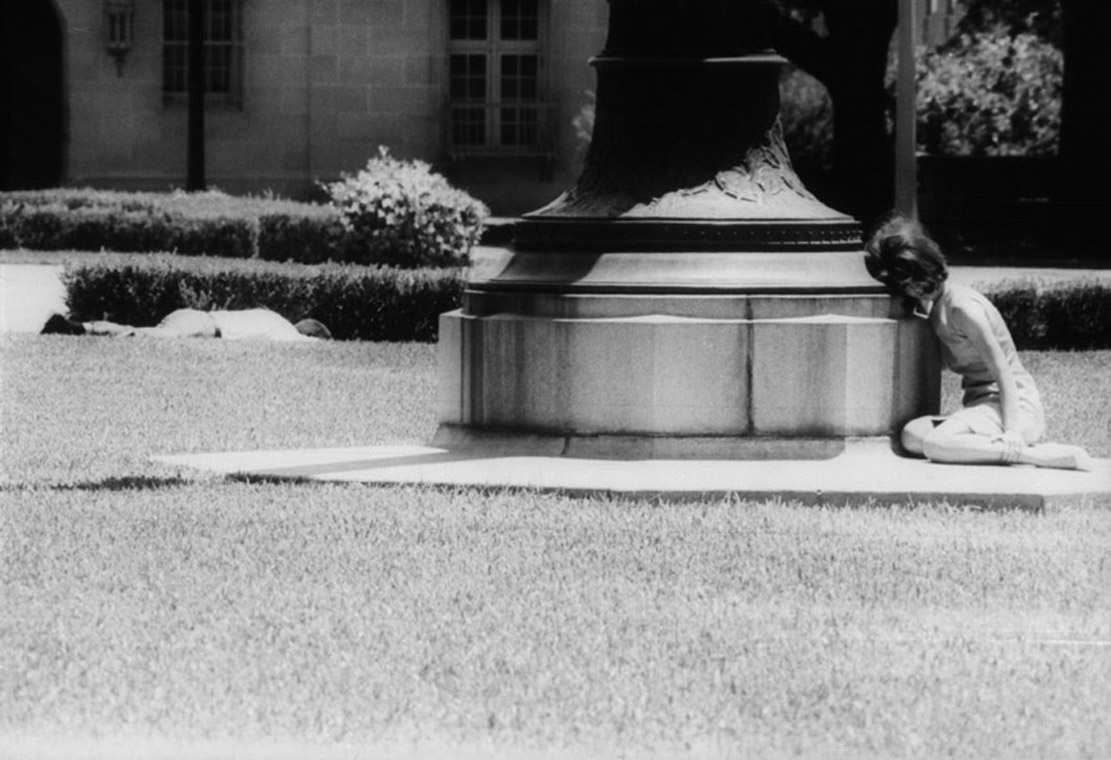
Charlotte Darehshori se refugia detrás de un asta de bandera mientras un estudiante herido, Devereaux Huffman, yace junto a un seto.

Inicialmente, varias personas dentro y cerca del campus confundieron el sonido de los disparos con el ruido procedente de un sitio de construcción cercano, o pensaron que las personas que caían al suelo participaban en una broma desagradable o en una protesta simbólica contra la Guerra de Vietnam.. Una estudiante dentro de la torre en el momento de los tiroteos, Norma Burger, recordó más tarde mirar desde la ventana de su cuarto piso y observar a seis personas tiradas cerca de la torre. Inicialmente, Burger "esperaba que los seis se levantaran y se fueran riendo" antes de observar grandes cantidades de sangre en sus cuerpos y ver a otro individuo caer al suelo; otro disparo individual recordó que mientras le suplicaba a un transeúnte que le diera un médico, el individuo respondió brevemente: "¡Levántate! ¿Qué crees que estás haciendo?"  Sin embargo, la realidad de los eventos que se estaban desarrollando rápidamente cayó en la cuenta de todos los presentes en el campus, y varias personas arriesgaron sus propias vidas para rescatar a los heridos. También se utilizaron ambulancias de funerarias locales y un vehículo blindado para llegar a las víctimas. 

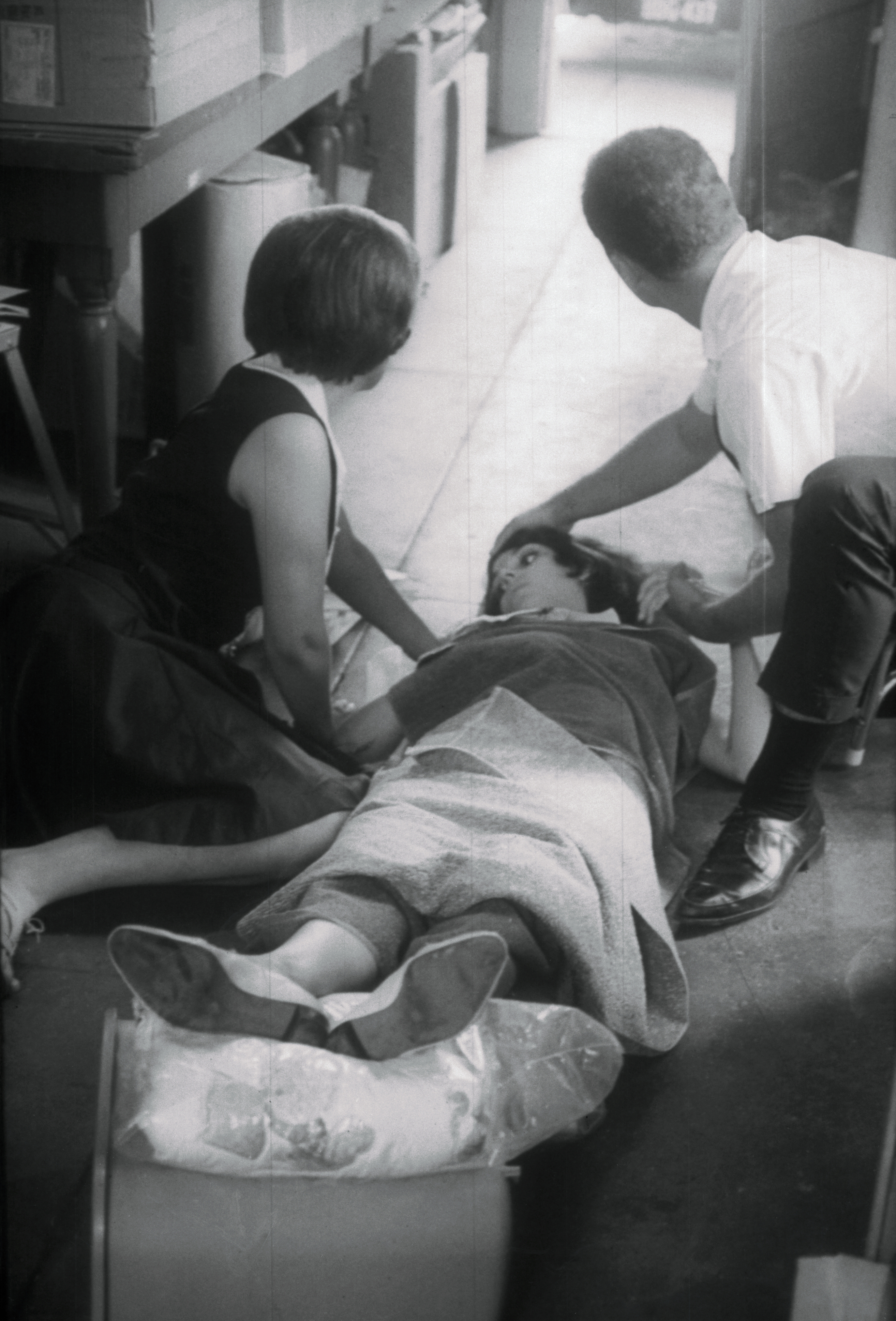
Dos estudiantes consuelan a una joven baleada en la calle Guadalupe

A medida que continuaban los tiroteos, varios policías y civiles dispararon desde el suelo con armas de fuego de diferentes calibres, incluidas pistolas, escopetas y rifles de caza, lo que obligó a Whitman a permanecer agachado y disparar predominantemente a través de los tres grandes desagües pluviales ubicados en el pie de cada una de las paredes de la plataforma de observación de cuatro pies de altura, donde continuó encontrando objetivos, incluido un reparador eléctrico de 29 años, Roy Dell Schmidt, quien recibió un disparo fatal desde la torre, y el director de la funeraria Morris Hohmann, de 30 años, quien recibió un disparo y resultó gravemente herido segundos después de entrar en la vista de Whitman desde detrás de la cubierta de la ambulancia en la que viajaba para transportar a los heridos a hospitales locales.
La policía alquiló una avioneta biplaza Champion Citabria, desde la cual la francotiradora Marion Lee intentó obtener una imagen clara de Whitman mientras la aeronave orbitaba cerca de la torre; sin embargo, las crecientes olas de calor crearon turbulencias, lo que limitó la estabilidad de la aeronave y, por lo tanto, la capacidad de concentración de Lee. Whitman disparó dos tiros a la aeronave antes de que el piloto Jim Boutwell navegara a una distancia segura, desde donde continuó dando vueltas, buscando distraer a Whitman y limitar aún más su capacidad para disparar desde la torre. : 38 

### Respuesta policial
Cuatro minutos después de que Whitman abriera fuego desde la torre, a las 11:52, el Departamento de Policía de Austin recibió los primeros reportes de disparos en la universidad. Todos los oficiales disponibles y policías de carretera en las inmediaciones de la universidad se dirigieron al lugar. Uno de los primeros oficiales en llegar, el patrullero de Austin de 23 años Billy Speed, se refugió con un colega detrás de un muro de piedra con columnas. Whitman disparó a través de un espacio de seis pulgadas entre las columnas de la pared y mató a Speed con un solo tiro en el pecho.
El civil Allen Crum (40) (Un artillero de cola retirado) se dio cuenta del tiroteo cuando observó a Aleck Hernández cerca de la librería de la universidad, siendo socorrido por más personas. Inicialmente, Crum pensó que fue una pelea, pero rápidamente observó que el joven había sido alcanzado por una bala y que el atacante seguía disparando desde la torre. Incapaz de regresar a su tienda, ayudó a proporcionar primeros auxilios a Hernández, más tarde Crum se dirigió a la torre, donde se ofreció a ayudar a la policía. Dentro de la torre, acompañó al agente William Cowan y al oficial de policía Jerry Day, subiendo al ascensor, Cowan además armó a Crum con un rifle.: 176 
El oficial Ramiro Martinez, quien se encontraba fuera de servicio en su casa cuando escuchó los disparos. Tras llamar a la comisaría para ofrecer su ayuda, Martínez recibió instrucciones de acudir al campus para ayudar a redirigir el tráfico cuando llegó, observó a otros oficiales en sus actividades, y corrió hacia la torre donde tomando el ascensor subió al piso 26, ahí encontró a los oficiales Day y Cowan, así como a Allen Crum.
El agente de policía de Austin Houston McCoy (26) también se dirigió al edificio principal; pudo cruzar el campus con seguridad al encontrarse con un empleado de la universidad familiarizado con los túneles subterráneos del campus; de este modo, él y un pequeño número de agentes más pudieron llegar con seguridad al edificio principal. En la planta 28, McCoy se encontró con Crum, Day y Martinez.

#### Ascenso a la torre
En el piso 26, el cuarteto formado por Day, Crum, Cowan, Martínez y otros dos oficiales llamados Jack Rodman y Leslie Gebert (que habían ascendido por separado a este piso) se encontraron con un angustiado Michael Joseph Gabour, quien gritó histéricamente que su familia había sido asesinada dentro de la torre por el pistolero mientras agarraba los zapatos blancos manchados de sangre de su esposa. Gabour intentó arrebatarle un rifle a uno de los oficiales; Day y Cowan contuvieron al hombre angustiado mientras Rodman y Gebert regresaban en ascensor a la planta baja, donde le indicaron a Vera Palmer que apagara todos los ascensores dentro del edificio antes de comenzar a asegurar todas las entradas perimetrales del edificio mientras Martínez y Crum subían las escaleras para el piso 27. : 39  (Day siguió a Crum y Martínez hasta el piso 27 poco después). Mientras Martínez y Crum subían las escaleras hacia la plataforma de observación, Crum preguntó: "¿Estamos actuando en serio?", Martínez respondió: "Claro que sí", a lo que Crum respondió: "Entonces será mejor que me conviertas en tu ayudante". Martínez respondió: "Considérate ayudante".: 18 
A medio camino de la escalera que conduce al área de recepción, Martínez y Crum encontraron los cuerpos de Marguerite Lamport y Mark Gabour,y Mary Gabour, gravemente herida, y su hijo, Michael. Michael Gabour, desplomado contra una pared al pie de la escalera, inicialmente había quedado inconsciente por un golpe y recién se había despertado. Hizo un gesto hacia la plataforma de observación mientras informaba a Martínez y Crum: "Está ahí afuera". Después de colocar a Mary Gabour de costado para evitar que se ahogara en su propia sangre, los dos hombres continuaron ascendiendo hasta el área de recepción, donde descubrieron a Edna Townsley mortalmente herida.: 39 
Martínez y Crum fueron los primeros en llegar a la plataforma de observación. Martínez primero desalojó la plataforma rodante que Whitman había colocado contra la puerta antes de indicarle a Crum que permaneciera posicionado afuera de la puerta con su arma de fuego enfocada para brindar cobertura desde su derecha y que disparara a cualquier individuo que apareciera en su mira desde esta dirección suroeste, mientras avanzaba con cautela. 
McCoy y Day llegaron por separado a la plataforma de observación poco después. McCoy inmediatamente siguió a Martínez hacia la izquierda de Crum; Day, que llegó a la plataforma de observación poco después de McCoy, se dirigió a la derecha de Crum. Creyendo que escuchó los pasos del francotirador avanzando hacia la esquina de la plataforma de observación que cubría, Crum disparó un solo tiro con su rifle hacia la esquina suroeste del parapeto, alejando a Whitman de su línea de fuego.

### Fin del tiroteo
Aproximadamente a la 1:24 p. m., mientras Whitman se agachaba cerca de la pared noroeste de la plataforma de observación con su arma de fuego apuntada hacia la esquina suroeste de la plataforma en busca de la fuente del disparo de rifle de Crum, Martínez y McCoy doblaron la esquina noreste. Martínez saltó de su cobertura y disparó inmediatamente en dirección a Whitman, fallando la mayoría o todos los tiros de su revólver. Casi al mismo tiempo, McCoy saltó de su cobertura mientras Martínez disparaba rápidamente en la dirección general de Whitman; recordó haber visto la cabeza de Whitman asomándose por encima de la balastra de luz. McCoy disparó hacia la cinta blanca en la cabeza de Whitman, alcanzándolo entre los ojos con varios perdigones y matándolo casi instantáneamente. McCoy disparó su escopeta una segunda vez, golpeando a Whitman en el lado izquierdo. Whitman cayó al suelo; entonces Martínez agarró la escopeta de McCoy, corrió hacia el cuerpo tendido de Whitman y disparó directamente en su brazo izquierdo a quemarropa.

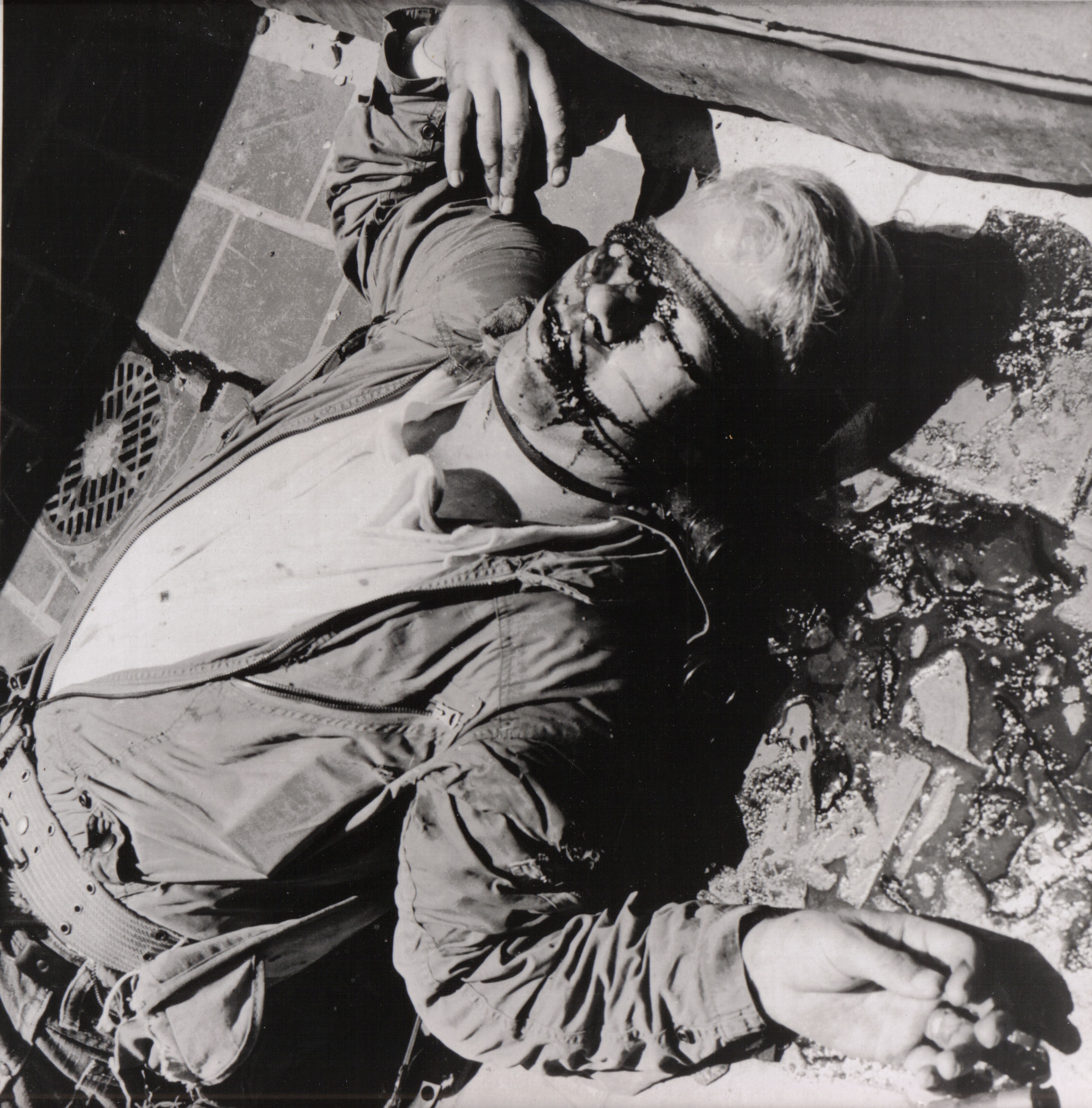
El cuerpo de Charles Whitman yace en la plataforma de observación

Como los civiles y la policía inicialmente no sabían que el francotirador había sido derribado, los que estaban en tierra continuaron disparando contra la torre, y por poco alcanzan a Martínez. McCoy ordenó a otro oficial que notificara a un despachador de la policía para anunciar a los medios de comunicación de Austin que el francotirador había sido asesinado. McCoy instruyó a otro oficial que notificara a un despachador de la policía para que informara a los medios de comunicación de Austin que el francotirador había sido abatido. Mientras se transmitían estas instrucciones, Allen Crum agitó una pañuelo blanco desde arriba del parapeto para indicar que el asedio del francotirador desde la torre había terminado.

## Secuelas inmediatas

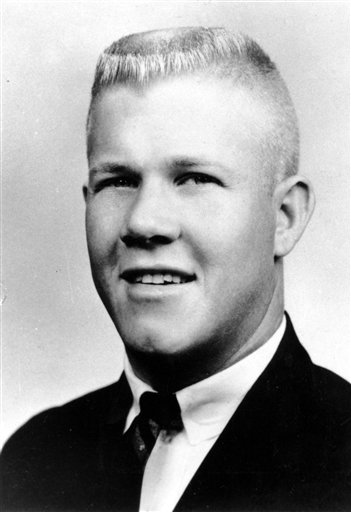
Charles Whitman (1963).

### Opinión pública
En los minutos inmediatamente posteriores al anuncio de los medios sobre el fin del tiroteo en la torre de la Universidad de Texas, varios cientos de estudiantes, personal y ciudadanos en las cercanías del edificio principal emergieron de su escondite y convergieron silenciosamente alrededor del campus. Según un superviviente, pocas personas "dijeron algo", ya que todos los presentes estaban en un estado de incredulidad y silencio atónitos. El propio reportero de KTBC, Neal Spelce, reflexionó en los minutos posteriores al cese de los tiroteos en 2016 que aquellos que convergían en el campus "parecían estar hipnotizados... , no se miraban el uno al otro; no estaban "hablando" entre sí... la mayoría de ellos simplemente caminaban como aturdidos y preguntándose qué diablos había pasado... a mi mundo."

### Identificación del tirador
Un examen de las posesiones de Whitman reveló tarjetas de identificación. A las 3 de la tarde, su identidad se había establecido formalmente y su nombre se había difundido en todo el país. El padre de Whitman, al escuchar las noticias sobre la identificación de su hijo, se comunicó con la policía de Austin y proporcionó la dirección de su hijo y la de su exesposa. Poco después, la policía descubrió los cuerpos de ambas mujeres y las notas de suicidio que Whitman había dejado cerca de sus cuerpos.
En la casa de Whitman, los investigadores también descubrieron una colección de advertencias escritas que aparentemente había leído a diario guardadas dentro de un sobre. En el exterior del sobre, Whitman había escrito un mensaje final: "8-1-66. Nunca pude lograrlo. Estos pensamientos son demasiado para mí".: 53 

## Víctimas
Charles Whitman mató a diecisiete personas e hirió al menos a otras treinta y una en el transcurso de trece horas antes de ser asesinado en la plataforma de observación de la Torre UT el 1 de agosto de 1966. Todos menos dos de los muertos y todos los heridos sufrieron sus heridas después de que Whitman llegara al piso 28 del edificio principal menos de dos horas antes de su propia muerte. Las muertes incluyen un feto, una niña de 17 años que sucumbió a sus heridas una semana después del tiroteo, y un hombre baleado a los 23 años que sucumbió a sus heridas 35 años después del evento, y cuya muerte fue oficialmente dictaminada. un homicidio.
Más allá de los muertos y heridos dentro del edificio principal y los dos primeros individuos baleados desde la plataforma de observación de la torre, no se puede determinar el orden preciso en que Whitman disparó.

### Muertos

##### Antes de los tiroteos
- Margaret Elizabeth Whitman (43). La madre del perpetrador. Asesinada a puñaladas en su departamento de la calle Guadalupe.[21][68]
- Kathleen Frances Whitman (23). Esposa del perpetrador. Apuñalada hasta la muerte en el apartamento de la pareja en la calle Jewell.[69]

##### Tiroteos en la Torre UT
- Edna Elizabeth Townsley (51). Recepcionista. La  golpearon en la cabeza con el rifle de Whitman y luego le dispararon en la cabeza.[5]: 128-9 [70]
- Mark Jerome Gabour (16). Turista. Murió de un disparo en la cabeza recibido por Whitman mientras intentaba sortear la barricada improvisada que Whitman había construido hasta el suelo.[5]: 135
- Margarita Lamport (56). Turista. Tomada por Whitman mientras subía las escaleras hasta el piso 28.[71]
- Baby Boy Wilson. Hijo no nacido de Claire Wilson, de 18 años, el primer individuo fotografiado desde la Torre UT. En 2014, el hijo muerto de Claire Wilson recibió una lápida en el cementerio Austin Memorial Park, después de que su tumba fuera redescubierta por Gary Lavergne. Adornado con un solo crucifijo, se lee "Baby Boy Wilson/1 de agosto de 1966".[72]
- Thomas Federico Eckman (18). Estudiante de primer año y prometida de Claire Wilson. Eckman recibió un disparo en el pecho inmediatamente después de que Wilson fuera golpeado. Murió casi de inmediato.[73]
- Dr. Robert Hamilton Boyer (33). Matemático. Boyer pudo haber sido el tercer muerto individual desde la torre; recibió un golpe en la espalda baja. Estaba a días de mudarse a Inglaterra, donde había conseguido un puesto docente en la Universidad de Liverpool.[74][45]

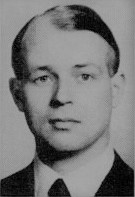
Dr. Robert Hamilton Boyer

- Karen Joan Griffith (17). Un estudiante de Escuela secundaria Lanier y uno de los estudiantes de la clase de biología de Kathleen Whitman. Griffith recibió un disparo en el hombro y el pecho que le atravesó el pulmón derecho; murió siete días después.[75]
- Thomas Ray Karr (24). Estudiante de último año. Karr recibió un disparo en la columna mientras caminaba hacia su apartamento después de un examen de español, supuestamente mientras intentaba ayudar a Griffith. Murió una hora después.[71]
- David Hubert Gunby (23). Estudiante de ingeniería. Gunby recibió un disparo en la parte superior del brazo izquierdo, la bala entró en su abdomen y le cortó el intestino delgado aproximadamente a las 11:55 a. m. Durante la cirugía, se descubrió que, para empezar, Gunby solo tenía un riñón funcional, que ahora había sido gravemente dañado; sufrió un gran dolor por el resto de su vida. En 2001, murió a los 58 años, una semana después de suspender la diálisis renal como resultado de que su salud se había deteriorado hasta el punto de quedar postrado en cama debido a la enfermedad renal. Su muerte fue oficialmente declarada como homicidio.[1]
- Tomás de Aquino Ashton (22). Estudiante y voluntario del Cuerpo de Paz. Ashton murió mientras caminaba para encontrarse con tres compañeros voluntarios del Cuerpo de Paz en la Unión de Estudiantes. Recibió un disparo en el pecho.[76]

- Paul Bolton Sonntag (18). Graduado de preparatoria. Sonntag y su novia, Claudia Rutt, se refugiaron detrás de una barricada de construcción en la calle Guadalupe al escuchar disparos desde la Torre UT. Cuando Sonntag se levantó abruptamente, Whitman le disparó en la boca, matándolo instantáneamente.[5]: 171  El abuelo de Sonntag, KTBC director de noticias Paul Bolton, se enteró de la muerte de su nieto homónimo. mientras los nombres de las víctimas se recitaban al aire ese día.[77]
- Claudia Marilyn Rutt (18). Graduada de secundaria y bailarina de ballet. Rutt recibió un disparo en el pecho segundos después de ver a su novio dispararle en la boca e intentar acudir en su ayuda; murió varias horas después.[77][78][79]
- Harry Walchuk (38). Walchuk era estudiante de doctorado y padre de seis hijos. Recibió un disparo en el pecho en la calle Guadalupe mientras salía de una tienda de revistas.[80]
- Oficial Billy Paul Speed (23). Oficial de policía de Austin. El patrullero Speed recibió un disparo a través de un espacio en la mampostería entre balaustres decorativos en el South Mall a las 12:08 p. m. Fue declarado muerto al llegar al hospital de Brackenridge.[77]
- Roy Dell Schmidt (29). Electricista. Schmidt se había refugiado con varios otros individuos detrás de su vehículo a unos 500 yardas (457,2 m) de la torre. Aproximadamente 30 minutos después de que Whitman comenzara a disparar, Schmidt creyó que estaba fuera de alcance y casi de inmediato recibió un disparo en el abdomen.[5]: 173  Era la víctima mortal más alejada de la torre..[81]

### Heridos
|  | - Mary Frances Gabour (41). Disparo en la cabeza y la columna dentro de la Torre UT. Sus heridas la dejaron lisiada y declarada legalmente ciega. - Michael Gabour (19) Filmado dentro de la Torre UT. Las lesiones de Gabour le impidieron completar su entrenamiento en la Academia de la Fuerza Aérea de EE. UU. - Claire Wilson (18) Wilson recibió un disparo en el estómago mientras estaba embarazada de ocho meses mientras salía de la Unión de Estudiantes. Su hijo por nacer fue asesinado. - Devereaux Maitland Huffman (31). Estudiante de doctorado. Disparo en el brazo y el pecho cerca del edificio principal. Cayó al suelo fingiendo estar muerto. La secretaria Charlotte Darehshori fue atacada mientras corría para ayudar a Huffman y Robert Boyer, se refugió detrás de un mástil de cemento durante una hora y media hasta que terminó el tiroteo y resultó ilesa. - Aleck Hernández (17). Estudiante de preparatoria. Hernández recibió un disparo en el fémur derecho mientras repartía periódicos en su bicicleta cerca de la entrada del West Mall. Recibió un disparo y lo hirieron segundos antes de que Whitman disparara y matara a Karen Griffith. - Nancy Harvey (21). Alumno. Harvey, visiblemente embarazada, recibió un disparo junto a su amiga Ellen Evganides mientras salía de la torre para almorzar. Harvey recibió un disparo en la cadera aproximadamente a 100 yardas (91,4 m) de la torre. - Elena Evganides (26). Empleado de la UT. Evganides fue alcanzado en la pierna izquierda por el rebote del disparo que alcanzó a Harvey. - Carla Sue Wheeler (18). Alumno. Le dispararon en la mano mientras intentaba impedir que su amiga Claudia Rutt se aventurara en el fuego de Whitman para ayudar a Paul Sonntag. - Irma García (21). Alumno. Disparo en el hombro izquierdo cerca del Hogg Memorial Auditorium. - Óscar Royvela (21). Alumno. Royvela recibió un disparo en el pecho y el brazo cerca del Hogg Memorial Auditorium mientras intentaba ayudar a García. - Robert oído (36). reportero de Associated Press. Recibió un disparo en la parte superior del brazo izquierdo. - Janet Paulos (20). Alumno. Un disparo en el pecho en Guadalupe y 24th St. mientras ella y su prometido, Abdul Khashab, caminaban hacia el almuerzo. - Abdul Khashab (26). Estudiante de química de Mosul, Irak. recibió un disparo en el codo. - Sandra Wilson (21). Alumno. Wilson recibió un disparo en el brazo, la bala entró en su pulmón y rozó su médula espinal en la calle Guadalupe momentos después de que dispararan a Paulos y Khashab. - Lana Kay Phillips (21). Empleada de un comercio minorista. Phillips recibió una herida en el hombro mientras estaba afuera de una tienda de ropa en la calle Guadalupe. - Billy Snowden (35). Entrenador de baloncesto. Snowden, creyéndose fuera de alcance, recibió un golpe en el hombro mientras estaba parado en la entrada de una barbería. Fue la persona disparada más lejos de la torre que sobrevivió a sus heridas. | - David Mattson (22). Voluntario del Cuerpo de Paz y estudiante de idioma persa. Un disparo en la muñeca mientras sostenía el brazo en alto para mirar el reloj. Más tarde afirmaría que "parte de [su] muñeca" había sido destruida por el impacto. - Roland Ehlke (21). Voluntario del Cuerpo de Paz y estudiante de idioma persa. Fue alcanzado por metralla en el brazo y luego por una bala en la pierna cuando abandonó su cobertura para poner a Mattson a salvo.. - Homero Jackson Kelley (64). Tendero. Kelley recibió un disparo en la pierna mientras ayudaba a Mattson, Ehlke y Tom Herman, de 21 años, a entrar a su tienda.: 177-8 - John Scott Allen (18). Alumno. Disparo en el antebrazo derecho mientras miraba hacia el edificio principal desde detrás de una ventana en el edificio de la Unión de Estudiantes. - Brenda Gail Littlefield (18). Empleado de la UT. Un recién casado. Littlefield recibió un disparo en la cadera mientras salía de la UT Tower. - Adrián Littlefield (19). Esposo de Brenda Littlefield. Le dispararon en la espalda mientras intentaba ayudar a su esposa herida. - Morris Hohmann (30). Director de la funeraria. Disparado en el muslo en la esquina de 23 y Guadalupe mientras intentaba recuperar a los heridos.: 190 - Avelino Esparza (26). Carpintero. Disparo en la parte superior del brazo izquierdo cerca del hombro, destrozando su húmero. - Dolores Ortega (30). Alumno. Ortega sufrió un corte profundo en la parte posterior de la cabeza, probablemente causado por cristales voladores. - Della Martínez. Visitante. Herido por fragmentos de cáscara. - Marina Martínez. Visitante. Herido por fragmentos de proyectil. - Robert Frede (19). Alumno. Herido en fuego cruzado entre Whitman y quienes disparaban desde tierra. - F.L. Alentar. Foster también resultó herido en el fuego cruzado entre Whitman y quienes disparaban desde el suelo. - Miguel Solís, (25). Solís recibió tratamiento por lesiones no especificadas sufridas durante la conmoción, pero fue dado de alta del hospital dentro de las 24 horas. - C.A. Estuardo. Stewart no recibió ningún disparo, pero resultó herido en la conmoción. |

## Secuelas
La Universidad de Texas permaneció cerrada durante un día después de los tiroteos en la torre de la Universidad de Texas y reabrió el 3 de agosto. Todas las banderas del campus ondearon a media asta durante más de una semana.
La plataforma de observación de la torre permaneció cerrada al público hasta 1968. Tras los suicidios de cuatro estudiantes de la plataforma de observación entre 1968 y 1974,se tomó la decisión de cerrar permanentemente la plataforma de observación al público.: 289  La plataforma de observación en sí fue reabierta al acceso público en 1999, pero sólo a través de visitas guiadas con cita previa. Todos los visitantes son controlados por detectores de metales antes de que se les permita ingresar a las instalaciones.
El cuerpo de Whitman se sometió a una autopsia en la funeraria Cook la mañana del 2 de agosto de 1966. Su autopsia reveló un tumor pequeño, "bastante bien delineado" en la sustancia blanca sobre la amígdala. Los expertos no están de acuerdo sobre si este tumor contribuyó a la rabia y la desesperación homicidas que llevaron a Whitman a cometer la masacre. Su cuerpo fue enterrado junto al de su madre en Hillcrest Memorial Park en West Palm Beach, Florida, el 5 de agosto.
Kathleen Whitman fue enterrada en el cementerio Davis-Greenlawn en Rosenberg, Texas el 3 de agosto de 1966. Su padre, Raymond Leissner, se negó a albergar odio hacia su yerno, que había asesinado a su única hija. elegir creer que el tumor descubierto en la autopsia de Whitman era la causa de sus ideas homicidas y suicidas. Como resultado de la protesta pública después del tiroteo, comenzó en serio el progreso hacia la formación de una policía universitaria cohesiva en la fuerza de la Universidad de Texas. En 1967, el senador Alexander Aikin Jr. propuso la introducción del Proyecto de Ley Senatorial 162; una "ley que prevé la protección, seguridad y bienestar de estudiantes y empleados... y para la vigilancia de los edificios y terrenos de las instituciones estatales de educación superior de este Estado". Este proyecto de ley fue firmado formalmente y entró en vigor por el Gobernador John Connally el 27 de abril de 1967.
La primera promoción de oficiales comisionados de la Academia de Policía del Sistema de la Universidad de Texas se graduó al año siguiente. Los oficiales de policía actuales de la Universidad de Texas se someten a una variedad de programas de capacitación diseñados para ayudarlos a prepararse para combatir todas las amenazas en el campus si el Departamento de Policía de Austin o el equipo de respuesta SWAT no están disponibles.
Tanto Ramiro Martínez como Houston McCoy recibieron Medallas al Valor de la ciudad de Austin por su papel en poner fin al tiroteo en la torre de la Universidad de Texas. Martínez ha concedido varias entrevistas en las que ha hablado de su papel. para poner fin al tiroteo en la torre de la Universidad de Texas y en el que generalmente se presenta a sí mismo como la fuerza predominante que "anotó" con sus disparos de arma de fuego a Whitman y puso así fin a la masacre, mientras que McCoy, que murió en diciembre de 2012, se resistió a llamar la atención sobre sí mismo, diciendo que sobre sus acciones en una entrevista concedida al Austin American-Statesman el año anterior a su muerte no deseaba que se incluyera ninguna mención de Whitman en su obituario, afirmando: " No quiero que lo que hice ese día me defina... pero supongo que hay que hacerlo, mencionar el incidente. Sólo asegúrese de decir que no fui el único policía allí ese día."
McCoy había declarado anteriormente en 2008: "Usted es policía; debe hacer cumplir todas las leyes federales y estatales y las ordenanzas municipales y mantener la paz, y ese fue nuestro juramento". Allen Crumm se mudó a Las Vegas, Nevada, en 1972. Nunca regresó a Texas y murió por causas naturales en 2001 a los 75 años.
En el vigésimo aniversario del tiroteo en la torre de la Universidad de Texas, el padre de Whitman accedió a la solicitud de un periodista de una entrevista sobre la ola de asesinatos en masa de su hijo. Una pregunta formulada en esta entrevista fue si el motivo último de Whitman para los asesinatos había sido castigar a su padre por los métodos abusivos y autoritarios con los que había criado a sus hijos además al abuso físico y emocional que había infligido a la madre de Whitman. En respuesta, Whitman padre respondió: "Sí: no me está castigando [como] dirías con un palo o algo así; me está castigando por el hecho de que tenía que hacerle saber al mundo que si hacía mal, Lo siento... Sí, me dolió profundamente, siempre lo ha sido y siempre habrá un dolor ahí, pero no siento de ninguna manera que haya sido responsable de nada de eso.": 56 
En 2006, se dedicó formalmente un jardín conmemorativo a quienes murieron o se vieron afectados por el tiroteo en la torre de la Universidad de Texas. Este jardín está ubicado al norte de la emblemática torre de la universidad, con la estructura de diseño ubicada alrededor del medio de los tres estanques ubicados dentro de este jardín. Los planes iniciales eran erigir simbólicamente un paseo para visitantes alrededor del estanque: en un lado se exhibían imágenes y placas que representaban la pérdida, la violencia y el caos; el otro lado, una apariencia más catártica y sanadora a través de la reflexión, la esperanza y el consuelo. Aunque estos planes iniciales nunca se implementaron por completo, en 2014 se aprobaron los planes para un monumento de granito más grande y la instalación de un banco alrededor de este estanque conmemorativo..

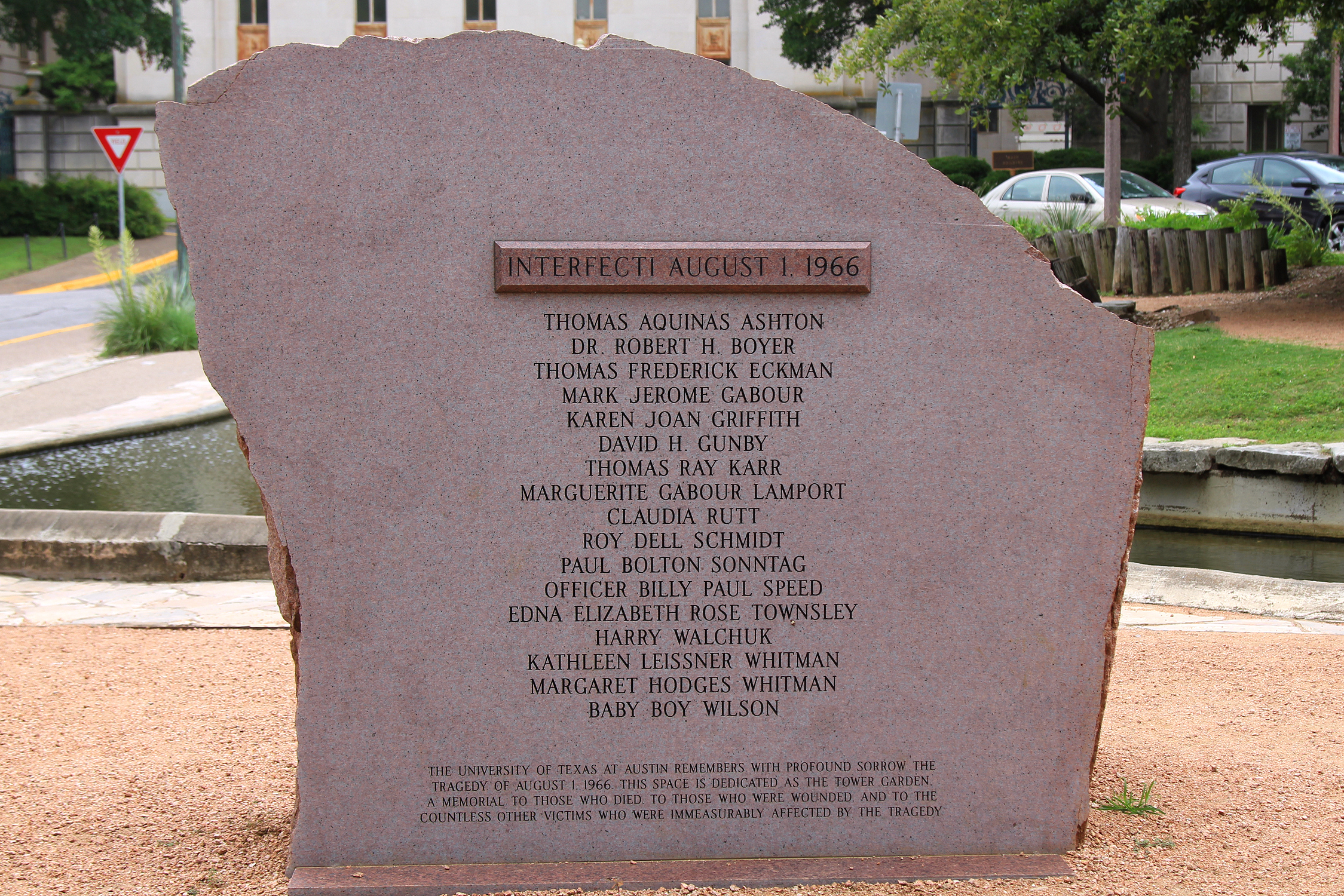
El monumento de piedra inaugurado en el Tower Garden en el cincuentenario del tiroteo en la torre de la Universidad de Texas

A las 11:48 a. m. En el cincuentenario del tiroteo de 2016, la Universidad de Texas guardó dos minutos de silencio antes de la inauguración de un monumento de piedra grabado con los nombres de las víctimas mortales en el Tower Garden. Esta piedra conmemorativa pulida se descubrió directamente detrás de una estructura conmemorativa rectangular previamente instalada y está grabada con los nombres de todas las muertes del 1 de agosto de 1966, inscritas simbólicamente de espaldas a la plataforma de observación, y debajo de una inscripción que dice Interfecti 1 de agosto , 1966. A esta ceremonia asistieron varios cientos de personas, incluidos varios supervivientes y socorristas. 
El reloj de la Torre UT también se detuvo a las 11:48 a. m. en el quincuagésimo aniversario del tiroteo y permaneció inmóvil durante 24 horas.

### Premios al servicio distinguido
En 2008, el Ayuntamiento de la Ciudad de Austin presentó Premios por Servicio Distinguido a personas (algunas fallecidas) que ayudaron desinteresadamente a poner fin al tiroteo en la torre de la Universidad de Texas:
Oficial Billy Paul Speed: Oficial de policía de la ciudad de Austin. Asesinado cerca de la torre.
Oficial Phillip Conner: Ex médico del ejército. Administró primeros auxilios a las víctimas y brindó cobertura cuando otros oficiales ingresaron al edificio principal.
Oficial Jerry Day: Trasladó a la víctima a un lugar seguro antes de ascender a la torre hasta la plataforma de observación.
Oficial Ramiro Martínez: Torre ascendida al mirador. Primer oficial en detectar y disparar al francotirador.
Oficial Houston McCoy: Torre ascendida a la plataforma de observación. Disparó tiros mortales contra un francotirador.
Oficial Harold Moe: Contribuyó a salvar las vidas de dos víctimas gravemente heridas. Usó una radio portátil para notificar a la policía que el asedio había terminado.
Oficial George Shepard: Contribuyó a salvar las vidas de dos víctimas gravemente heridas.
Oficial Milton Shoquist: Contribuyó a salvar las vidas de dos víctimas gravemente heridas.
Agente del Departamento de Seguridad Pública William A. Cowan Jr.: Torre ascendida. Instrumental para implementar la red de comunicaciones y retirar a las personas del piso 27.
Civil Jim Boutwell: Uso voluntario de avionetas para la policía. Torre orbitada en un esfuerzo por disparar y someter al francotirador.
Teniente Marion Lee: Francotirador en avioneta pilotada por Boutwell. Torre orbitada en un esfuerzo por disparar y someter al francotirador.
Civilian Allen Crum: Torre ascendida a la plataforma de observación. Los oficiales ayudaron a Day, Martínez y McCoy a derribar al francotirador.
Civil Frank Holder: Empleado de la Universidad. Oficiales ayudados en la navegación de la torre hasta la plataforma de observación.
Civil William Wilcox: Empleado de la Universidad. Condujo a los oficiales a través de túneles subterráneos para ingresar de manera segura al edificio principal.

## Representación en los medios de comunicación

### Películas
- El drama de acción hecho para televisión The Deadly Tower está basado directamente en el tiroteo en la torre de la Universidad de Texas. Dirigida por Jerry Jameson y con Kurt Russell como Whitman, The Deadly Tower se estrenó el 18 de octubre de 1975.[111][112][113]
- El documental de 2016 Tower se centra directamente en los acontecimientos del 1 de agosto de 1966. Dirigido y producido por Keith Maitland, este documental de 96 minutos presenta entrevistas con varias personas sobre la campus en la fecha de la masacre, incluidas las víctimas, los rescatistas y los agentes del orden.[114]

### Libros
- Canter, David (2014). Criminal Psychology: Topics in Applied Psychology. Taylor & Francis Group. ISBN 978-0-340-92892-9.
- Cawthorne, Nigel; Tibballs, Geoff (1993). Killers: Contract Killers, Spree Killers, Sex Killers. The Ruthless Exponents of Murder. London: Boxtree Publishing. ISBN 0-7522-0850-0.
- Cawthorne, Nigel (2007). Serial Killers And Mass Murderers: Profiles of the World's Most Barbaric Criminals. Ulysses Press. ISBN 978-1-569-75578-5.
- Douglas, John; Burgess, Ann W.; Burgess, Allen G.; Ressler, Robert K. (2011). Crime Classification Manual: A Standard System for Investigating and Classifying Violent Crimes (2nd ed.). John Wiley & Sons. ISBN 978-1-118-04718-7.
- Foreman, Laura (1993). Mass Murderers. Time-Life Books. ISBN 978-0-783-50004-1.
- Franscell, Ron (2011). Delivered from Evil: True Stories of Ordinary People Who Faced Monstrous Mass Killers and Survived. Fair Winds Press. ISBN 978-1-610-59494-3.
- Green, Ryan (2020). The Texas Tower Sniper: The Terrifying True Story of Charles Whitman. Amazon Digital Services. ISBN 979-8-629-96464-3.
- Hemphill, Bryan O.; LaBanc, Brandi (2010). Enough is Enough: A Student Affairs Perspective on Preparedness and Response to a Campus Shooting. Stylus Publishing. ISBN 978-1-579-22442-4.
- Innes, Brian (1994). Real-Life Crimes and How They Were Solved: Crime Casebook. Chancellor Press. ISBN 978-1-851-52595-9.
- Irwin, Ronald (2016). Mass Murders in America. Lulu. ISBN 978-1-329-82932-9.
- Lane, Brian; Gregg, Wilfred (1994). The Encyclopedia of Mass Murder. Headline Book Publishing. ISBN 0-747-20897-2.
- Lavergne, Gary M. (1997). A Sniper in the Tower. Denton, Texas: University of North Texas Press. ISBN 978-1-574-41029-7.
- Lester, David (2004). Mass Murder: The Scourge of the 21st Century. Nova Publishers. ISBN 978-1-590-33929-9.
- Levin, Jack; Fox, James Alan (1985). Mass Murder: America's Growing Menace. New York: Plenum Press. ISBN 978-0-306-41943-0.
- Martinez, Ramiro (2005). They Call Me Ranger Ray: From the UT Tower Sniper to Corruption in South Texas. New Braunfels, Texas: Rio Bravo Publishing. ISBN 978-0-976-01620-5.
- McNab, Chris (2009). Deadly Force: Firearms and American Law Enforcement, from the Wild West to the Streets of Today. Osprey Publishing. ISBN 978-1-846-03376-6.
- Mayo, Mike (2008). American Murder: Criminals, Crimes and the Media. Visible Ink Press. ISBN 978-1-578-59256-2.
- Perline, Irvin H.; Goldschmidt, Jona (2004). The Psychology and Law of Workplace Violence: A Handbook for Mental Health Professionals and Employers. Charles C Thomas Publishing. ISBN 978-0-398-07432-6.
- Plaza, Valrie (2015). American Mass Murderers. Lulu. ISBN 978-1-312-96140-1.
- Ramsland, Katherine M. (2005). Inside the Minds of Mass Murderers: Why They Kill. Greenwood Publishing Group. ISBN 978-0-275-98475-5.
- Tobias, Ronald (1981). They Shoot to Kill: A Psycho-History of Criminal Sniping. Boulder, Colorado: Paladin Press. ISBN 978-0-87364-207-1.
- Torres, John A. (2016). The People Behind School Shootings and Public Massacres. New York: Enslow Publishing. ISBN 978-0-766-07615-0.
- Williams, Shelton (2007). Summer of '66. Denton, Texas: Zone Press. ISBN 978-0-977-75587-5.

### Programas de televisión
- Un documental de 90 minutos, The Killing of America, presenta una sección dedicada a los asesinatos cometidos por Charles Whitman. Dirigido por Sheldon Renan, este documental se estrenó en septiembre de 1981.[115]
- La serie hecha para televisión Grandes crímenes y juicios del siglo XX ha transmitido un episodio centrado en los asesinatos de Whitman. Encargado por la BBC y narrado por Robert Powell, este documental de 25 minutos se emitió por primera vez en 1994.[116]
- Sniper '66: Un documental de 60 minutos escrito y dirigido por Whitney Milam. Emitido por primera vez en julio de 2006, Sniper '66 recibió un Premio Lone Star Emmy al Mejor Documental Histórico en 2007.[117]
- El Discovery Channel ha transmitido un episodio de 45 minutos relacionado con Charles Whitman como parte de la serie sobre crímenes reales Deranged Killers. Este documental presenta entrevistas a la psiquiatra forense Katherine Ramsland y al autor Gary Lavergne.
- El Piso 28. Encargado por Investigation Discovery como parte de la serie documental A Crime to Remember y narrado por Claire Jamison, este documental de 45 minutos se transmitió inicialmente el 2 de diciembre de 2014.[118]

### Bibliography
- Canter, David (2014). Criminal Psychology: Topics in Applied Psychology. Taylor & Francis Group. ISBN 978-0-340-92892-9.
- Cawthorne, Nigel; Tibballs, Geoff (1993). Killers: Contract Killers, Spree Killers, Sex Killers. The Ruthless Exponents of Murder. London: Boxtree Publising. ISBN 0-7522-0850-0.
- Cawthorne, Nigel (2007). Serial Killers And Mass Murderers: Profiles of the World's Most Barbaric Criminals. Ulysses Press. ISBN 978-1-569-75578-5.
- Douglas, John; Burgess, Ann W.; Burgess, Allen G.; Ressler, Robert K. (2011). Crime Classification Manual: A Standard System for Investigating and Classifying Violent Crimes (2 edición). John Wiley & Sons. ISBN 978-1-118-04718-7.
- Foreman, Laura (1993). Mass Murderers. Time-Life Books. ISBN 978-0-783-50004-1.
- Franscell, Ron (2011). Delivered from Evil: True Stories of Ordinary People Who Faced Monstrous Mass Killers and Survived. Fair Winds Press. ISBN 978-1-610-59494-3.
- Green, Ryan (2020). The Texas Tower Sniper: The Terrifying True Story of Charles Whitman. Amazon Digital Services. ISBN 979-8-629-96464-3.
- Hemphill, Bryan O.; LaBanc, Brandi (2010). Enough is Enough: A Student Affairs Perspective on Preparedness and Response to a Campus Shooting. Stylus Publishing. ISBN 978-1-579-22442-4.
- Innes, Brian (1994). Real-Life Crimes and How They Were Solved: Crime Casebook. Chancellor Press. ISBN 978-1-851-52595-9.
- Irwin, Ronald (2016). Mass Murders in America. Lulu. ISBN 978-1-329-82932-9.
- Lane, Brian; Gregg, Wilfred (1994). The Encyclopedia of Mass Murder. Headline Book Publishing. ISBN 0-747-20897-2.
- Lavergne, Gary M. (1997). A Sniper in the Tower. Denton, Texas: University of North Texas Press. ISBN 978-1-574-41029-7.
- Lester, David (2004). Mass Murder: The Scourge of the 21st Century. Nova Publishers. ISBN 978-1-590-33929-9.
- Levin, Jack; Fox, James Alan (1985). Mass Murder: America's Growing Menace. New York: Plenum Press. ISBN 978-0-306-41943-0.
- Martinez, Ramiro (2005). They Call Me Ranger Ray: From the UT Tower Sniper to Corruption in South Texas. New Braunfels, Texas: Rio Bravo Publishing. ISBN 978-0-976-01620-5.
- McNab, Chris (2009). Deadly Force: Firearms and American Law Enforcement, from the Wild West to the Streets of Today. Osprey Publishing. ISBN 978-1-846-03376-6. (requiere registro).
- Mayo, Mike (2008). American Murder: Criminals, Crimes and the Media. Visible Ink Press. ISBN 978-1-578-59256-2.
- Perline, Irvin H.; Goldschmidt, Jona (2003). The Psychology and Law of Workplace Violence: A Handbook for Mental Health Professionals and Employers. Charles C Thomas Publishing Ltd. ISBN 978-1-578-59256-2.
- Plaza, Valrie (2015). American Mass Murderers. Lulu. ISBN 978-1-312-96140-1.
- Ramsland, Katherine M. (2005). Inside the Minds of Mass Murderers: Why They Kill. Greenwood Publishing Group. ISBN 978-0-275-98475-5.
- Tobias, Ronald (1981). They Shoot to Kill: A Psycho-History of Criminal Sniping. Boulder, Colorado: Paladin Press. ISBN 978-0-87364-207-1.
- Torres, John A. (2016). The People Behind School Shootings and Public Massacres. New York: Enslow Publishing. ISBN 978-0-766-07615-0.
- Williams, Shelton (2007). Summer of '66. Denton, Texas: Zone Press. ISBN 978-0-977-75587-5.